# むつみまさと
むつみまさとは、日本のゲームの原画家・イラストレーター。元アリスソフト所属。趣味はツーリング。

## 経歴
アリスソフトには最初アルバイトとして働き、その後正社員となる。オムニバスソフト『D.P.S. SG』に収録されたシナリオ「Fahnen Fliegen」で原画家デビュー。『DALK』で初のメイン原画を担当した。

## 担当作品

### ゲーム原画
アリスソフト
- Fahnen Fliegen
- DALK
- AmbivalenZ -二律背反-
- 闘神都市II
- ALICEの館3
- Only You -世紀末のジュリエット達-
- 鬼畜王ランス[3]
- 戦巫女 -Vestal virgin-
- メイドのススメ
- DALK外伝
- Only you リベルクルス
- 大番長
- しまいま。
- GALZOOアイランド
- よくばりサボテン
- AliveZ
- 闘神都市III
- 大帝国

WHITESOFT
- ラブライド・イヴ

Felicia
- 優しい魔法の唱え方

### 小説イラスト
- コスプレ学園生活 生徒会長は着せ替え人形（著：環方希、ヴァージン☆文庫）
- 性なる仮面 私立宝愛学園演劇部絶頂艶戯（著：碧樹研、ヴァージン☆文庫）
- 悪に堕ちたら美少女まみれで大勝利!!（著：岡沢六十四、HJ文庫）
- フレースヴェルグ・イクシード 月誓の気高き剣（著：七烏未奏、MF文庫J）
- 神楽剣舞のエアリアル（著：千羽十訊、GA文庫）
- 封神演戯（著：森田季節、ダッシュエックス文庫）
- 終末ノ再生者（著：河端ジュン一、富士見ファンタジア文庫）
- 下僕ハーレムにチェックメイトです!（著：赤福大和、講談社ラノベ文庫）
- 転生勇者の成り上がり（著：雨宮和希、オーバーラップ文庫）
- 夢幻戦舞曲（著：瑞智士記、MF文庫J）
- クロの戦記 異世界転移した僕が最強なのはベッドの上だけのようです（著：サイトウアユム、HJ文庫）